# Croce della badessa Raingarda
Il crocefisso della badessa Raingarda è un'opera di orificeria del X secolo conservato nella basilica di San Michele Maggiore a Pavia, in Lombardia.

## Storia
Il crocefisso si trova nel braccio sinistro del transetto della basilica di San Michele Maggiore. Il crocefisso proviene dal monastero femminile di Santa Maria Teodote, l'iscrizione frammentaria sulla base, sotto lo zoccolo dei piedi del Cristo, riporta: «ad honorem Dei et sancte Marie…Rain…da…ababtissa fieri iussit». Tale dato ha permesso di ricostruire il nome delle donatrice: l’abbadessa Raingarda (che è anche raffigurata nella lamina a fianco dell’iscrizione) la quale resse il monastero tra il 963 e il 965 circa. Alla badessa, l’imperatore Ottone I confermò i privilegi concessi al monastero dai suoi predecessori. Il crocefisso fu rinvenuto nel XVI secolo in un pozzo di una cappella del monastero (dove in epoca imprecisata era stato nascosto per timore che fosse rubato) e nel Seicento era esposto nella chiesa di Santa Maria Teodote. Nel 1799 il monastero venne soppresso e il crocefisso fu così portato nella basilica.

## Descrizione
Il crocifisso, in lamina d’argento arricchita da dorature, misura 201 cm d’altezza per 156 cm di larghezza, raffigura Cristo in posizione “trionfante”, cioè con testa eretta, occhi aperti, vivo sulla Croce e privo dei segni del martirio (come la corona di spine, le ferite o i chiodi) a simboleggiare la sua vittoria sulla morte; una rappresentazione diffusa durante l’alto medioevo, che nell'XI secolo fu abbandonata: da allora infatti si diffuse la tendenza a raffigurare la figura del Cristo in Croce ormai morto e con i segni del patimento. Al di sopra del capo del Cristo sono raffigurati, entro clipei, due figure che personificano il sole e la luna (provvista di diadema falcato), mentre ai lati delle braccia sono incise le immagini della Vergine di San Giovanni Battista e, sotto i piedi del Cristo e vicino all'iscrizione, la placca ritrae la committente, la abbadessa Raingarda, insieme con la Maddalena in posizione di preghiera. Stilisticamente il crocefisso di Raingarda presenta strette analogie con il crocefisso del vescovo Leone di Vercelli. Il modellato sottile e vibrante, la testa a tutto tondo, gli occhi formati da gemme e altri riscontri stilistici con gli stucchi del ciborio di Sant’Ambrogio a Milano, confermerebbero la datazione del crocefisso alla seconda metà del X secolo, dato che risente ancora degli echi ancora vivi della tradizione carolingia. Nulla sappiamo sull'autore, anche se è stato riscontrato una certa affinità tra l’opera pavese e alcuni dei rilievi con le storie di Cristo presenti nell'altare d'oro di Sant'Ambrogio e realizzati da un maestro contemporaneo a Vuolvino, e possibile che tale maestro fosse il precursore dell’autore del crocefisso di Raingarda, dato che anche l’opera pavese risente sia della tradizione carolingia e ottoniana, sia di influssi bizantineggianti. Il crocefisso pavese va quindi inserito all'interno di un complesso monumentale di croci argentate (Vercelli, Casale Monferrato, la croce di Ariberto nel duomo di Milano), sopravvissute in area lombardo-piemontese, quale non si riscontra in altre regioni italiane.